# Vittorio Premoli
Vittorio Premoli (Vipacco, 1917 – ...) è stato un militare italiano.

## Biografia
Premoli era un soldato del 57º fanteria; all'indomani dell'armistizio si batté contro i tedeschi nella zona di Ponte Grillo a Monterotondo (provincia di Roma), rimanendo gravemente ferito. Al momento di essere dimesso dall'ospedale riuscì a fuggire, evitando così di essere deportato. Venne congedato nel 1946. Fu insignito di medaglia d'oro al valor militare.